# Tres Reyes (película 1999)
Tres Reyes  es una película satírica de guerra de (1999) escrita y dirigida por David O. Russell, que cuenta una historia de John Ridley acerca de un robo de oro que se lleva a cabo durante el levantamiento iraquí de 1991 contra Saddam Hussein tras el fin de la Guerra del Golfo Pérsico. La película está protagonizada por George Clooney, Mark Wahlberg, Ice Cube, y Spike Jonze.
El crítico de cine Roger Ebert describió la película como "una extraña obra maestra, una película de una alocada guerra que mezcla acción y humor golpeándonos de frente dando lugar a una crítica política."

## Sinopsis
La película abre con la historia de un soldado del ejército iraquí tratando de rendirse cuando las tropas estadounidenses intentan capturarlo cerca del final de la Guerra del Golfo. El sargento de primera clase Troy Barlow (Mark Wahlberg) le dispara entre la confusión sobre cómo manejar soldados callejeros, lo que le valió la admiración de sus compañeros, el soldado de primera clase Conrad Vig (Spike Jonze) y el Especialista Walter Wogeman (Jamie Kennedy). Celebraciones bulliciosas continúan hasta la noche, hasta que el sargento jefe Chief Elgin (Ice Cube) interrumpe la fiesta.
El mayor Archie Gates (George Clooney), un soldado de las Fuerzas Especiales del Ejército de EE.UU., se encontraba manteniendo sexo por las historias militares de mayor importancia con una periodista, Cathy Daitch (Judy Greer), cuando es interrumpido por Adriana Cruz (Nora Dunn), la reportera de televisión a la que debe escoltar en la zona militar. Todos están aburridos ya que la guerra ha terminado. Archie expresa la frustración que siente con respecto a la misión que le han asignado así como su meta. Sin embargo, y de mala gana, acepta.
Al día siguiente, Troy y su unidad de desarme busca hacer rendir a unos soldados iraquíes. Entre ellos se encuentra un oficial iraquí que se resiste, y la unidad encuentra un documento entre las mejillas de su trasero, que parece ser un mapa, Troy decide no decirle nada a su comandante en jefe, y en su lugar le pide a Chief Elgin ayuda traduciendo su "mapa iraquí de culo" mientras Vig lo observa. Walter está guardando la tienda cuando aparece el Mayor Gates, tras la pista que Adriana encuentra. Archie los convence de que el documento es un mapa de los búnkeres cerca de Karbala, que contienen lingotes de oro robados de Kuwait. Ellos deciden robar el oro, lo que provoca a Vig para improvisar una adaptación del villancico "We Three Kings".
Al día siguiente se ponen en camino, aprovechando las órdenes de alto el fuego del presidente Bush, y entran para asegurar los búnkeres sin derramamiento de sangre. Allí, entre otros bienes saqueados de Kuwait, encuentran el oro, y se encuentran a varios rebeldes encerrados. A medida que se están yendo la esposa del hombre suplica a los soldados no abandonarles, pero la dispara la Guardia Republicana Iraquí , y Archie decide que no pueden simplemente "agarrar el oro e irse." Liberan a un grupo de prisioneros iraquíes, entre ellos al líder rebelde disidente, violando el alto el fuego y desencadenando un tiroteo. Huyen del lugar y llegan refuerzos iraquíes, y en su intento de evitar un gas, los estadounidenses tienen un accidente en un campo de minas. Soldados iraquíes capturan a Troy mientras que un grupo de rebeldes salen a rescatar a los otros estadounidenses y los llevan a su guarida subterránea, junto con las bolsas de oro. Allí, Archie, Chief y Conrad se comprometen a ayudar a los rebeldes y a que sus familias lleguen a la frontera con Irán, después de rescatar a Troy.
Troy ha sido llevado a un búnker, y le dejan en una habitación llena de teléfonos móviles de Kuwait. Se las arregla para llamar a su esposa y le dice su ubicación para que ésta llame al Ejército. Su llamada se corta cuando lo arrastran a una sala de interrogatorios. Para infligirle descargas eléctricas, le hacen beber aceite de motor. El capitán iraquí Saïd (Saïd Taghmaoui) explica que aprendió las técnicas de interrogación de los estadounidenses, regaña a Troy acerca de la hipocresía de la participación estadounidense en su país, y le informa que su hijo fue asesinado durante el bombardeo de Bagdad.
Los soldados estadounidenses con los rebeldes van a buscar a los desertores del ejército iraquí, quienes tienen una flota de coches de lujo robados de Kuwait. Los coches están equipados como séquito de Saddam, hacen una artimaña para ahuyentar a los soldados del ejército iraquí que piensan que un enfurecido Saddam Hussein está llegando para matarlos por haber perdido el oro. Después de asaltar el búnker, liberan a Troy, que perdona la vida a su torturador, y encuentran más rebeldes encerrados en un calabozo. Pero algunos de los soldados que huyeron regresan, Conrad y Troy son disparados. Conrad muere pero Troy sobrevive con un pulmón perforado, lo que requiere una válvula de aire en el pecho para aliviar la presión para que pueda respirar hasta que llegue a un hospital.
Llega el soldado Walter y la periodista Adriana, mientras el ejército estadounidense trata de localizar a los soldados que fueron a por el oro después de recibir el mensaje de la esposa de Troy. Les dan un lingote a cada rebelde y el resto lo entierran mientras esperan al transporte para llegar a la frontera. Llegan a la frontera con Irán, donde tienen que escoltar a los rebeldes para protegerlos de los soldados iraquíes que vigilan la frontera. En ese momento llegan helicópteros del ejército estadounidense y detienen a los tres soldados mientras los rebeldes son recapturados y encerrados. Archie les dice que tienen el oro enterrado y que les dirá donde esta a cambio de permitir que los rebeldes lleguen a Irán.
Los tres soldados son licenciados con honores gracias a la periodista Adriana Cruz. Archie va a trabajar como asesor militar en películas de Hollywood, Chief deja su trabajo en el aeropuerto para trabajar con Archie y Troy regresa con su esposa y con sus dos hijos para trabajar en su propia tienda de alfombras. El oro robado fue devuelto a Kuwait.

## Reparto
- George Clooney - Archie Gates
- Mark Wahlberg - Troy Barlow
- Ice Cube - Chief Elgin
- Spike Jonze - Conrad Vig
- Cliff Curtis - Amir Abdullah
- Nora Dunn - Adriana Cruz
- Jamie Kennedy - Walter Wogaman
- Saïd Taghmaoui - Capitán Saïd
- Mykelti Williamson - Coronel Ron Horn
- Holt McCallany - Capitán Doug Van Meter
- Judy Greer - Cathy Daitch
- Liz Stauber - Debbie Barlow
- Alia Shawkat - Hija de Amir

## Producción
Tres Reyes fue filmada en los desiertos de Casa Grande, Arizona, California y México, los extras los interpretaban iraquíes reales refugiados. Según Russell, dos de los miembros del reparto tenían "personalmente desfigurado 300 murales de Saddam. "  Después de que uno de los asesores militares de la película muriera durante la producción, Russell dijo que la muerte era "tal vez debido a los productos químicos que se le expuso en el Golfo ".

### Guion
El ex cómico de stand-up John Ridley originalmente había escrito el guion, titulado "botín de guerra", como un experimento para ver lo rápido que podía escribir y vender una película. La escritura le llevó siete días. Warner Bros compró el guion 18 días después. Cuando el estudio mostró una lista de sus guiones comprados a Russell, la descripción de una sola frase, "atraco ambientado en la Guerra del Golfo", le atraía. Aunque Russell afirmó que nunca leyó el guion de Ridley, a fin de no "contaminar mi propia idea", admite que "John se lleva el crédito donde es debido. El germen de la idea que tomé fue la de él."  Ridley sostiene que Russell le dejó fuera del proceso, diciendo: "Nunca oí una palabra mientras él estaba filmando la película. Nunca vi ninguna secuencia. Finalmente, un año más tarde, puedo obtener una copia del guion, y su nombre no figuraba en él." Warner Bros y John llegaron a un acuerdo para que formara en los títulos de crédito, Ridley quedó satisfecho con la experiencia, y ha bloqueado los esfuerzos de Russell por publicar el guion en forma de libro.

### Casting
Russell escribió el guion con varios actores en mente. Aunque Spike Jonze nunca había actuado, Russell escribió la parte de Conrad Vig específicamente para él, y los dos acordaron dar acento sureño al personaje mientras Jonze dirigía su primer largometraje, Cómo ser John Malkovich. Aunque Russell tuvo que convencer a la Warner Bros, para fichar a un actor sin experiencia en un papel tan grande. Russell dijo que la falta de experiencia actoral anterior de Jonze fue beneficioso para la película.
La parte de Archie Gates, fue propuesto para Clint Eastwood, pero Russell decidió reescribirla para un actor más joven. George Clooney finalmente vio una copia del guion y quedó "impresionado". En ese momento la carrera de Clooney, era conocido por su papel como el Dr. Doug Ross en la popular serie de televisión ER. Clooney estaba dispuesto a conseguir el papel en la película. Por desgracia, Russell parecía dispuesto a no trabajar con Clooney. Persistente Clooney envió una carta con humor autocrítico firmada "George Clooney, actor de televisión" a Russell pidiéndole un papel en la película, y se presentó en el apartamento de Russell en la ciudad de Nueva York para defender su caso. Russell aún no estaba satisfecho de que Clooney podría interpretar al personaje. En lugar de ello convenció a Nicolas Cage para interpretar el papel. Sin embargo, cuando la película iba a ser fimada, Russell dio el papel a Clooney.  Russell más tarde afirmó que Clooney "estaba destinado a interpretar el papel." 
Muchos de los extras iraquíes fueron interpretados por los refugiados iraquíes reales en los Estados Unidos. Una técnica similar se utilizó en The Killing Fields.

### Técnicas de cine
Para disgusto de Warner Bros, Russell decidió utilizar una serie de técnicas cinematográficas experimentales en la película. Cámara en mano y Steadicam fueron utilizados para dar a la película una sensación periodística. Russell grabó una parte de la película en Ektachrome para reproducir "el extraño color de las imágenes de periódicos (de la Guerra del Golfo)." Aunque el proceso produce una calidad única era muy poco fiable para el desarrollo, y muchos laboratorios de cine no lo proporcionaban. Russell temía que tuvieran que grabar las escenas de nuevo hasta que se halló finalmente un laboratorio que desarrollaría la acción transparente en los productos químicos negativos. Algunas tomas interiores también fueron filmadas en la acción negativa convencional y se procesaron normalmente. Russell contrato al director de fotografía Newton Thomas Sigel, que había grabado varios documentales sobre guerras civiles de América del Sur para dar realismo en los tiroteos, diciendo que "él sabía lo que era estar en ese tipo de situaciones".
Todas las explosiones de la película fueron filmadas en una sola toma, Russell explicó, "para mí eso es más real. Cuando un coche explota solo tienes una oportunidad de verlo. Pero el productor quería varias cámaras para grabar pero Russell no quería una película de acción."

### Conflicto
El proceso de producción de la película fue particularmente difícil para Russell, que estaba tomando riesgos para ser una película de estudio 42 millones de dólares. Warner Bros no había financiado a un autor de cine en muchos años y los ejecutivos estaban acostumbrados a trabajar de forma independiente. El trasfondo político de la película también preocupaba al estudio, sobre todo con el conflicto todavía evidente en Oriente Medio.  Como resultado, Warner Bros. dio a Russell una serie de limitaciones. El plan de rodaje se redujo a sólo 68 días en lugar de los 80 que Russell había pedido inicialmente. El estudio quería que el presupuesto fuera rebajado a 35 millones de dólares, los ejecutivos también pedían la retirada de las escenas más violentas, como la explosión de la vaca y el disparo en la cabeza a la mujer iraquí. Russell también se vio obligado a firmar un documento legal para eliminar las escenas que contienen acusaciones de pedofilia contra Michael Jackson.
Durante la grabación el director era vulnerable y egoísta, y se manifestaba en un montón de gritos. Cuando la frustración de Russell daba lugar a los arrebatos, Clooney defendía a los miembros del reparto, lo que llevó a un aumento de las tensiones. Cuando un extra tuvo un ataque epiléptico en el set, Clooney corrió en su ayuda mientras que Russell aparentemente permaneció indiferente al asunto. Después, Clooney le criticó por ignorar el incidente, aunque Russell más tarde declaró que él estaba a varios metros de distancia de la extra y no era consciente de que había sufrido un ataque. Otro conflicto entre actor y director surgió durante la filmación de imágenes en un Humvee con una cámara montada en él. Clooney recuerda que Russell le gritaba al conductor a conducir más rápido. Clooney se acercó al director y le dijo que "ya basta".  Russell recuerda el incidente de manera diferente: La cámara se rompió, y estábamos perdiendo el día y yo estaba molesto sólo estaba pateando la tierra y todo eso. Y entonces George tenía esta gran cosa acerca de la defensa del conductor, a quien no había dicho realmente nada malo. Durante el rodaje, Clooney estaba agotado ya que estaba grabando ER en Los Ángeles tres días a la semana, mientras trabajaba en Tres Reyes los otros cuatro. Él tenía más dificultad con la cantidad de improvisación de la película.
Independientemente, Clooney estaba decidido a quedarse con el papel. Clooney ayudó a convencer a los ejecutivos para apoyar ciertos aspectos de la película (como la escena de la explosión de vaca), incluso después de los problemas con el director. Después de una serie de argumentos, Clooney escribió a Russell una carta que criticaba el comportamiento en un último intento de hacer las paces entre los dos, días antes de que otra pelea estallara durante la filmación del final de la película. En ella, los tres personajes principales intentan escoltar a los rebeldes iraquíes a través de la frontera con Irán. Había un gran número de actores y extras en la escena, así como otros elementos, como los helicópteros que vuelan por encima y el aterrizaje en el centro de la localidad. La lucha comenzó después de que un extra estaba teniendo dificultades para empujar al personaje de Ice Cube al suelo. Después de una serie de tomas, Russell empujó a la extra para que viera como se hacía. Algunas personas presentes en el set durante el incidente dijeron que Russell simplemente quería mostrar al el extra cómo actuar de manera convincente en la escena. Sin embargo, Clooney y otros pensaban que Russell había empujado violentamente el extra al suelo. Clooney recuerda: "Estábamos tratando de conseguir un tiro y luego se volvió loco Él se volvió loco con un extra.".  Clooney se acercó a Russell y comenzó a criticarle de nuevo, llegando a la defensa del extra. Los dos comenzaron a gritar el uno al otro antes de entrar en una pelea física. El segundo asistente de dirección Paul Bernard estaba tan harto de la situación de que dejó su cámara y se dirigió fuera del set. Clooney concluye: "No voy a trabajar con David nunca más absolutamente no, Nunca". "Creo que es tremendamente talentoso y creo que debería ser nominado para los Oscar". Por que Russell ofrece un punto de vista diferente, "los dos somos chicos apasionados dentro del set", y sosteniendo que los dos siguen siendo amigos. Ice Cube dijo que el conflicto ayudó a la película, No me importaría si el director y la estrella se metieran en una discusión en todas mis películas."
Aunque la lucha se mantuvo inicialmente en secreto, tanto Russell y Clooney finalmente dieron declaraciones oficiales argumentando que no albergaban ninguna mala voluntad hacia el otro. Sin embargo, Clooney continuó describiendo el evento en entrevistas posteriores, así como en el artículo de portada de la edición de octubre de 2003 de Vanity Fair, en el que señala:"Yo hablaba con él y el gritaba y gritaba a los miembros del reparto, y que no estaba permitido defender a nadie". Así que mi trabajo era hablar con el productor ejecutivo y director de producción Gregory Goodman.

## Taquilla
La película fue muy bien recibida por la crítica. Rotten Tomatoes dio a la película un 94% clasificación basada en 126 comentarios. Tres Reyes combina con éxito elementos de acción, drama, y comedia en una película reflexiva, emocionante de la Guerra del Golfo. Metacritic dio a la película una calificación de 82 sobre 100 basado en 34 comentarios.
Peter Bradshaw del periódico The Guardian dijo que, "Un sabor extraño, pero esta es una película de acción agradable e inteligente." Roger Ebert del Chicago Sun-Times dijo que "Tres Reyes es una de las películas más sorprendentes y emocionantes que he visto este año y que la película es una obra maestra, un cuadro de guerra suelto que envía la acción y el humor chocando de frente y la escisión de la ira en política."  Jeff Greenfield de CNN dijo "Este es una película". David Edelstein de The New York Times dijo que "sigue siendo la película anti-guerra más cáustico de esta generación."
El comentario del director de la película revela que el presidente de los Estados Unidos Bill Clinton le gusto la película tanto que tenía que proyectarla para sus empleados, amigos y asesores en la Casa Blanca.

## Re-estreno
En 2004, Warner Bros., sintió que la película se había convertido en relevante de nuevo debido a la guerra de Irak, decidió volver a proyectarla en los cines y en vender DVD. Al no tener material de archivo adicional para agregar, Russell realizó un corto documental sobre la guerra de Irak llamado "Soldiers Pay", para acompañar a la película. Russell dijo que el documental examina "ambos lados de la guerra, las personas que se sienten bien acerca de la guerra, que creen en la misión, y las personas que se sienten mal." 
Al hacer el documental, Russell habló con soldados iraquíes y soldados estadounidenses, incluyendo a SSG. Matt Novak, quien Russell buscó con la ayuda de su hermano, un investigador privado. Cuando se le preguntó cómo los iraquíes entrevistados sentían la guerra, Russell dijo: "Cada iraquí está contento de que Saddam se haya ido. No estoy de acuerdo completamente con Michael Moore sobre eso. Creo que es bueno que Saddam se haya ido. Y creo que, básicamente, la película toma la posición de, ¿Irak es mejor sin Saddam? Sí. ¿Es el mundo mejor con esta guerra? No estoy seguro, no lo creo".
Aunque Russell tenía planeado estrenar la película antes de noviembre de 2004, con la esperanza de que tal vez algún estadounidense cambiara su voto en las elecciones," Warner Bros abandonó el proyecto en el último momento, citando "la controversia que rodea el documental". Russell no se creyó esa excusa diciendo: "Creo que si realmente quisieran podrían hacer que suceda." Finalmente, el documental fue comprado por un canal independiente que lo emitió en su totalidad la noche antes de la elección presidenciales de 2004 de los Estados Unidos.